# Pasohnus bispinosus
Pasohnus bispinosus is een hooiwagen uit de familie Epedanidae.